# Ferdinandusa sprucei
Ferdinandusa sprucei är en måreväxtart som beskrevs av Karl Moritz Schumann. Ferdinandusa sprucei ingår i släktet Ferdinandusa och familjen måreväxter. Inga underarter finns listade i Catalogue of Life.